# Krzyżak pomarańczowy
Krzyżak pomarańczowy (Araneus alsine) – gatunek dużego pająka z rodziny krzyżakowatych (Araneidae). Nazwa pochodzi od charakterystycznego pomarańczowego koloru odwłoku.

## Opis
Krzyżak pomarańczowy ma ciało długości od 13 do 20 mm. Odwłok ma kształt lekko eliptyczny, intensywnie zabarwiony na pomarańczowo, znajdują się na nim biało-żółte plamki tworzące charakterystyczny znak krzyża.

## Występowanie
Krzyżak pomarańczowy żyje w środowisku wilgotnym, przede wszystkim na: wilgotnych łąkach, w wysokiej trawie, i w miejscach zdecydowanie zacienionych itd. Pająk występuje przypuszczalnie na terenie znacznej części Europy i Polski z wyjątkiem obszarów górskich.